# Тортваль-Кене
Тортва́ль-Кене́ (фр. Torteval-Quesnay) — колишній муніципалітет у Франції, у регіоні Нормандія, департамент Кальвадос. Населення — 344 осіб (2011).
Муніципалітет був розташований на відстані близько 230 км на захід від Парижа, 27 км на захід від Кана.

## Історія
До 2015 року муніципалітет перебував у складі регіону Нижня Нормандія. Від 1 січня 2016 року належав до нового об'єднаного регіону Нормандія.
1-1-2017 Тортваль-Кене, Анктовіль, Фегероль-сюр-Сель, Орбуа, Серманто, Лонре i Сен-Жермен-д'Екто було об'єднано в новий муніципалітет Орсель.

## Демографія
Динаміка населення (INSEE ):
Розподіл населення за віком та статтю (2006):
| Стать | Всього | До 15 років | 15-24 | 25-44 | 45-64 | 65-85 | Понад 85 |
| --- | ------ | ----------- | ----- | ----- | ----- | ----- | -------- |
| Чоловіки | 196    | 20          | 40    | 40    | 68    | 28    | 0        |
| Жінки | 144    | 32          | 4     | 32    | 64    | 12    | 0        |
| \| Статево-вікова піраміда \| Статево-вікова піраміда \| Статево-вікова піраміда \| \| ----------------------- \| ----------------------- \| ----------------------- \| \| Чоловіки \| Вік \| Жінки \| \| 0 \| 85 + \| 0 \| \| 0 \| 80-84 \| 4 \| \| 8 \| 75-79 \| 0 \| \| 12 \| 70-74 \| 8 \| \| 8 \| 65-69 \| 0 \| \| 24 \| 60-64 \| 20 \| \| 8 \| 55-59 \| 16 \| \| 20 \| 50-54 \| 12 \| \| 16 \| 45-49 \| 16 \| \| 16 \| 40-44 \| 8 \| \| 4 \| 35-39 \| 16 \| \| 12 \| 30-34 \| 0 \| \| 8 \| 25-29 \| 8 \| \| 20 \| 20-24 \| 0 \| \| 20 \| 15-20 \| 4 \| \| 4 \| 10-14 \| 20 \| \| 12 \| 5-9 \| 4 \| \| 4 \| 0-4 \| 8 \| |        |             |       |       |       |       |          |
| Статево-вікова піраміда |        |             |       |       |       |       |          |
| Чоловіки | Вік    | Жінки       |       |       |       |       |          |
| 0 | 85 +   | 0           |       |       |       |       |          |
| 0 | 80-84  | 4           |       |       |       |       |          |
| 8 | 75-79  | 0           |       |       |       |       |          |
| 12 | 70-74  | 8           |       |       |       |       |          |
| 8 | 65-69  | 0           |       |       |       |       |          |
| 24 | 60-64  | 20          |       |       |       |       |          |
| 8 | 55-59  | 16          |       |       |       |       |          |
| 20 | 50-54  | 12          |       |       |       |       |          |
| 16 | 45-49  | 16          |       |       |       |       |          |
| 16 | 40-44  | 8           |       |       |       |       |          |
| 4 | 35-39  | 16          |       |       |       |       |          |
| 12 | 30-34  | 0           |       |       |       |       |          |
| 8 | 25-29  | 8           |       |       |       |       |          |
| 20 | 20-24  | 0           |       |       |       |       |          |
| 20 | 15-20  | 4           |       |       |       |       |          |
| 4 | 10-14  | 20          |       |       |       |       |          |
| 12 | 5-9    | 4           |       |       |       |       |          |
| 4 | 0-4    | 8           |       |       |       |       |          |

## Економіка
2010 року серед 227 осіб працездатного віку (15—64 років) 180 були активними, 47 — неактивними (показник активності 79,3%, у 1999 році було 68,8%). З 180 активних мешканців працювали 164 особи (93 чоловіки та 71 жінка), безробітними було 16 (7 чоловіків та 9 жінок). Серед 47 неактивних 16 осіб було учнями чи студентами, 16 — пенсіонерами, 15 були неактивними з інших причин.

У 2010 році в муніципалітеті числилось 133 оподатковані домогосподарства, у яких проживали 357,0 особи, медіана доходів виносила 18 172 євро на одного особоспоживача